# Secure Neighbor Discovery Protocol
SEcure Neighbor Discovery Protocol (SEND) est une version sécurisée de Neighbor Discovery Protocol (NDP) d'IPv6. SEND est défini dans la RFC 3971.
Le protocole ND est responsable de la découverte d'autres hôtes sur les liens locaux, de la détermination de l'adresse MAC pour les joindre, et du maintien de l'information d'accessibilité des hôtes voisins (RFC 4861). Ce protocole n'est pas sécurisé et est susceptible d'être exploité de façon malveillante. Le protocole SEND permet de sécuriser ND avec un protocole cryptographique différent d'IPsec, la méthode originale de sécurisation d'IPv6.
Le protocole SEND utilise des adresses générées cryptographiquement.